# Obe Postma
Obe Postma (Koarnwert, Wûnseradiel, 1868 - Ljouwert, 1963) fou un escriptor en frisó. Es crià en una granja, va estudiar al liceu de Snits el 1886 i es llicencià en matemàtiques i física a Amsterdam. Des de 1895 va exercir com a mestre i des del 1902 col·laborà a la revista literària Forjit my net (Recorda'm). Va romandre solter i des de la seva jubilació el 1933 es dedicà plenament a la literatura, traduint Rainer Maria Rilke i Emily Dickinson al frisó. El 1947 fou el primer guardonat amb el Premi Gysbert Japicx

## Poesies
- 1918 : Fryske lân en Fryske libben (Camp frisó i vida frisona)
- 1929 : De ljochte ierde: Nije fersen (La llum de la terra)
- 1937 : Dagen
- 1946 : It sil bistean
- 1957 : Fan wjerklank en bisinnen
- 1949 : Samle fersen I en II (Versos escollits)
- 1957 : Een groene lantaarn
- 1963 : Eigen kar: In blomlêzing út de Samle Fersen
- 2004 : What the poet must know : an anthology / selection and intr. Jabik Veenbaas ; translation Anthony Paul